# Baro Urbigerus
Baro Urbigerus (XVII secolo) è stato uno scrittore tedesco di alchimia, conosciuto anche come il barone Urbiger, che utilizzava presumibilmente anche lo pseudonimo di Borghese.
È conosciuto per i suoi Aforismi Urbigerani, scritti in inglese nel 1690; di quest'opera venne pubblicata un'edizione tedesca ad Amburgo nel 1703, dal titolo Besondere Chymische schrifften (Scritti alchemici peculiari). Si tratta di una raccolta di un centinaio di aforismi con cui si intende esporre in maniera esaustiva la teoria del lavoro alchemico, cioè le fasi di preparazione della Pietra Filosofale. 
Una raccolta più breve di 31 aforismi, in esso contenute, è noto come il Circulatum Minus Urbigeranum.